# Ayoub Jabbari
Pour les articles homonymes, voir Jabbari.
Ayoub Jabbari, né le 30 janvier 2000 à Rabat, est un footballeur marocain, qui joue au poste d'attaquant au Grenoble Foot 38 en Ligue 2.

## Biographie
Le 12 février 2020, après un essai au C' Chartres Football, Jabbari rejoint le Stade Malherbe Caen avec qui il signe son premier contrat professionnel d'une durée de trois saisons. Après avoir disputé cinq matchs avec l'équipe réserve du club caennais, il est prêté le 14 décembre 2020 jusqu'à la fin de la saison à l'US Avranches en National. Le 31 août 2021, il quitte le Stade Malherbe Caen.
Le 2 février 2022, il rejoint le Rayo Cantabria, l'équipe réserve du Racing de Santander. Le 9 octobre 2022, en raison des blessures de Sekou Gassama et de Cedric Omoigui, il dispute son premier match avec l'équipe première du Racing face à la Levante UD à une une minute du terme de la rencontre.
En octobre 2023, Jabbari rejoint le Paris FC. Le 30 avril 2024, il prolonge son contrat avec le club parisien jusqu'en 2026.
Le 31 août 2024, Ayoub Jabbari rejoint le Grenoble Foot 38 pour un contrat de trois saisons.
Son frère aîné Ahmed mène aussi une carrière de footballeur en France.